# 久留米市立図書館
久留米市立図書館（くるめしりつとしょかん）は、福岡県久留米市にある公共図書館。中央図書館、六ツ門図書館、田主丸図書館、北野図書館、城島図書館、三潴図書館からなる。名称を久留米市民図書館としていた時期もある（1978年 - 2005年）。

## 各館
中央図書館
久留米市野中町970-1 石橋文化センター内
六ツ門図書館
久留米市六ツ門町3-11 くるめりあ六ツ門5階
田主丸図書館
久留米市田主丸町田主丸770-1 そよ風ホール内
北野図書館
久留米市北野町中3253 コスモすまいる北野内
城島図書館
久留米市城島町楢津1-1 城島総合文化センター内
三潴図書館
久留米市三潴町玉満2949-1 三潴生涯学習センター内

## 歴史
- 1900年（明治33年） - 久留米高等女学校の一室に久留米教育支会の図書館として創立[2]。
- 1938年（昭和13年）
  - 3月 - 久留米教育支会から用地と施設の寄付を受ける[2]。
  - 4月 - 久留米市立久留米図書館発足[2]。
- 1951年（昭和26年）
  - 4月 - 久留米市図書館設置条例公布[2]。
- 1978年（昭和53年）
  - 9月20日 - 久留米市民図書館開館[2]。
- 2004年（平成16年）
  - 12月 -久留米市立図書館条例及び久留米市立図書館協議会条例改正[2]。
- 2005年（平成17年）
  - 2月5日 - 新久留米市発足に伴い久留米市立図書館となり、中央図書館、中央図書館西分館及び田主丸・北野城島・ 三潴の4地域図書館体制となる[2]。
- 2010年（平成22年）
  - 8月31日 - 西分館がくるめりあ六ツ門への移転のため閉館[2]。
  - 10月2日 - 六ツ門図書館が開館[2]。

## 旧西分館
旧西分館（久留米市日吉町）の建物は旧第十七銀行久留米支店として竣工した鉄筋コンクリート2階建ての銀行建築であった。建築年代は1926年（大正15年）とする資料もあるが、1927年（昭和2年）竣工とする資料もある。設計者も松田昌平ともいわれるが定かではない。
合併により福岡銀行三本松支店となった後、1968年（昭和43年）7月に建物を買収して書庫建設と内部改造に着手し（12月竣工）、翌1969年（昭和44年）4月に開館した。久留米市立久留米図書館となっていたが、1978年9月20日の久留米市民図書館開館により、同年11月10日に久留米市民図書館西分館となった。さらに2005年（平成17年）の新久留米市発足に伴う久留米市立図書館への移行により久留米市立中央図書館西分館となった。
2010年（平成22年）8月31日に西分館は閉館。2022年（令和4年）からは和食居酒屋「久留米惣吉」となっている。
なお、当該建物は久留米市文化財保存活用地域計画に基づく歴史的建造物とされ、登録有形文化財（建造物）の登録候補となっている。